# 今藤長十郎
今藤 長十郎（いまふじ ちょうじゅうろう）は、長唄三味線方の名跡。代々今藤派家元。

## 初代
初代は2代目田中佐十郎の本名に由来。

## 2代目
（慶応2年2月28日（1866年4月13日） - 昭和20年（1945年）6月9日）本名は坂田政太郎。
東京の生まれ、父は囃子方の2代目今藤佐太郎。最初父の元で笛方で修行、1890年に7代目松永鉄五郎に入門、松永鉄太郎と名乗って三味線方に転じた。1904年に2代目今藤長十郎を襲名。1907年に東京音楽学校（現在の東京藝術大学）に邦楽調査掛を新設し調査嘱託員に就任し「近世邦楽年表」を編集。1942年に実子次男に長十郎の名を譲り今藤長栽を名乗った。
主な作曲には「夫婦鶴」「御代の曙（山の巻）」「井筒」「松の四季」等がある。
長男は思想史家の坂田太郎。長女が今藤綾子、次男が今藤長十郎。

## 3代目
今藤長十郎 (3代目)を参照。

## 4代目
今藤長十郎 (4代目)を参照